# Wołgodońsk
Wołgodońsk (ros. Волгодонск) – miasto w Rosji, w obwodzie rostowskim, port nad Donem (nad Cymlańskim Zbiornikiem Wodnym). Około 171 tys. mieszkańców (2020). Jedno z najmłodszych miast na południu Rosji, założony 27 lipca 1950 roku jako osiedle budowniczych Cymlańskiego Węzła Wodnego. Duży ośrodek przemysłowy i naukowy, energetyczne centrum południa Rosji.
Naturalne strefy geograficzne, w której znajduje się w Wołgodońsk, od dawna nazywano bezpieczną Dońską krawędzią. Klimat jest kontynentalny, z umiarkowanymi zimami, małośnieżnymi i bardzo ciepłym i słonecznym latami. Średnia roczna temperatura to 8,2 stopni.
Wołgodońsk związany jest z wodami pięciu mórz – Bałtyku i Białego na północy, na wschód od Morza Kaspijskiego, Azowskiego i Morza Czarnego na południe.
Od 2011 Wołgodońsk jest siedzibą eparchii Rosyjskiego Kościoła Prawosławnego, której katedrą jest sobór Narodzenia Pańskiego w Wołgodońsku (pozostający w budowie).

## Przemysł
Wołgodońsk jest dużym ośrodkiem energetyki i przemysłu związanego z energetyką.
Do największych przedsiębiorstw zaliczają się:
- Filia OAO „Koncern Rosenergoatom” – „Rostowska Elektrownia Jądrowa”. Elektrownia wyposażona jest w dwa bloki energetyczne oparte na reaktorach WWER-1000 o łącznej mocy 2000 MW,
- Cymlańska Elektrownia Wodna – łączna moc zainstalowana 209 MW,
- Dwie elektrociepłownie TEC-1 i TEC-2,
- ZAO „Atommasz” – jedno z największych przedsiębiorstw w Rosji, producent sprzętu dla energetyki jądrowej (reaktorów jądrowych, wymienników ciepła, turbin i separatorów) oraz wyposażenia dla przemysłu naftowego, gazowego i budownictwa.